# Frippertronics
Frippertronics is een tape-delay systeem dat zijn oorsprong vond in de elektronische muziekstudio's van de jaren '60. Het is voor het eerst te horen in werken van bijvoorbeeld componisten als  Terry Riley en Pauline Oliveros. Frippertronics werd bekend bij een groter publiek door het gebruik ervan door met name Robert Fripp, samen met Brian Eno in de ambientmuziek en met King Crimson in de rockmuziek in de jaren '70 en '80. Ook in Nederland werd met de techniek geëxperimenteerd, onder andere door Harold Schellinx en Peter Mertens (later bekend als het duo Ookoi) in hun Signs & Symptoms (1980).